# Ceratinops carolinus
Espèce
Synonymes
- Diplocephalus carolinus Banks, 1911

Ceratinops carolinus est une espèce d'araignées aranéomorphes de la famille des Linyphiidae.

## Distribution
Cette espèce est endémique de Caroline du Nord aux États-Unis,.

## Description
Le mâle holotype mesure 1,5 mm.

## Étymologie
Son nom d'espèce lui a été donné en référence au lieu de sa découverte, la Caroline du Nord.

## Publication originale
- Banks, 1911 : Some Arachnida from North Carolina. Proceedings of the Academy of Natural Sciences of Philadelphia, vol. 63, p. 440-456 (texte intégral).